# Woodston, Kansas
Woodston är en ort i Rooks County i Kansas. Vid 2010 års folkräkning hade Woodston 136 invånare.